# Reo Franklin Fortune
Reo Franklin Fortune (* 27. März 1903; † 25. November 1979) war ein US-amerikanischer Anthropologe und Ethnologe.
Sein Hauptforschungsgebiet war Papua-Neuguinea. Er forschte über die soziale Organisation der Inselbewohner von Dobu im westlichen Pazifik und über die Religion der Bewohner von Manus, einer Insel der Admiralitätsinseln. Sein Hauptwerk beschäftigt sich mit den Zauberern von Dobu. Seine Forschungsergebnisse werden aber von neueren Studien der Anthropologin Susanne Kuehling in Frage gestellt.
Fortune war ab 1928 mit Margaret Mead verheiratet, deren Theorien er teilweise zurückwies.
Mit seiner Studie über die sogenannten Fortunate-Zahlen und -Primzahlen wurde er auch für seine Beiträge zur Zahlentheorie bekannt.

## Werke
- The Social Organization of Dobu. London 1931
- Onama Secret Societies. New York, Columbia University Press 1932 (Contributions to Anthropology; Columbia University; Vol. 14)
- Manus religion : an ethnological study of the Manus natives of the Admiralty Islands. Philadelphia, American Philosophical Society, 1935 (Memoirs of the American Philosophical Society held at Philadelphia for promoting useful knowledge; 3)
- "Arapesh Warfare." In: American Anthropologist N. S. 41, 1939, S. 22–41
- Arapesh. New York, Augustin 1942 (Publications of the American Ethnological Society; 19)
- Sorcerers of Dobu: the social anthropology of the Dobu islanders of the western Pacific. Introduction by Bronisław Malinowski. New York, Dutton 1963

## Namensvarianten
Reo Franklin Fortune, Reo F. Fortune, R. F. Fortune, R. Fortune, Reo Fortune